# 崔民秀
崔民秀（1962年5月1日—），韓國男演員，身高：1.8公尺。是影帝崔戊龍與女演員姜孝實的大兒子，父親的外遇對象是影后金芝美，父母最終離婚，金芝美則成為繼母。外祖父母姜弘植與全玉也同是演員。

## 演出作品

### 電視劇
- 1987年：KBS《串燒》
- 1991年：MBC《愛情是什麼》飾演 李大發
- 1993年：MBC《兒子和女兒》
- 1993年：MBC《一起走到天邊》
- 1995年：SBS《沙漏》飾演 朴泰秀
- 1998年：SBS《白夜3.98》
- 2001年：SBS《愛的傳說》
- 2003年：SBS《太陽的南方》飾演 姜聖載
- 2004年：MBC《漢江戀歌》飾演 申律
- 2007年：MBC《太王四神記》飾演 火天會大長老
- 2009年：SBS《父親的家》
- 2010年：MBC《Road No. 1》飾演 尹三秀
- 2011年：SBS《武士白東秀》飾演 天
- 2012年：JTBC《Happy Ending》飾演 金斗秀
- 2012年：SBS《信義》飾演 赤月隊隊長（客串）
- 2012年：KBS《Drama Special－您是否知道跆拳道（朝鲜语：태권, 도를 아십니까）》飾演 道賢父
- 2013年：KBS《劍與花》飾演 淵蓋蘇文
- 2014年：MBC《傲慢與偏見》飾演 文希萬
- 2016年：SBS《榮珠》飾演 萬植
- 2016年：SBS《大撲》飾演 肃宗
- 2017年：tvN《她愛上了我的謊》飾演 姜仁宇
- 2017年：MBC《死而復生的男人》飾演 張達九／西爾德·柏德·阿里伯爵
- 2018年：tvN《武法律師》飾演 安五洲
- 2020年：Netflix《人性課外課》飾演 李王哲
- 2023年：MBC《Numbers：大廈之林的監視者們》飾演 韓帝均
- 2025年：MBC《加州汽車旅館》飾演 池春弼

### 電影
- 1987年：《漫長旅途》
- 1988年：《和她的最後一支舞》
- 1990年：《南部軍》
- 1991年：《為了愛格尼絲》
- 1992年：《結婚物語》
- 1992年：《媽媽先生》
- 1993年：《風吹的日子我們要去鴨鷗亭洞》
- 1993年：《有胸部的男人》
- 1993年：《蜜月旅行》
- 1994年：《好萊塢小子》
- 1995年：《怒火風雲》
- 1995年：《親親我的小愛人》
- 1995年：《愛的解脫》
- 1995年：《相愛的好日子》
- 1996年：《來到我身邊》
- 1996年：《鋼琴男人》
- 1997年：《情陷撒哈拉》
- 1997年：《給爸爸的一首歌》
- 1997年：《黑王至尊》
- 1998年：《Jugineun iyagi》
- 1999年：《幽靈》
- 2000年：《災情告急》
- 2000年：《淘氣烘麵包》
- 2001年：《我老婆是大佬》
- 2002年：《昨天》
- 2002年：
- 2003年：《清風明月》
- 2005年：《神話》
- 2006年：《我老婆是大佬3》
- 2006年：《假日》
- 2009年：《夢街》
- 2014年：《偷狗的完美方法》
- 2023年：《熊男》饰演 李正植

## 綜藝節目
- 2011年：MBC《來玩吧》
- 2011年：SBS《Running Man》嘉賓（出演集數：52－53、69及118集）
- 2011年：SBS《強心臟》
- 2015年：KBS《回頭看我》
- 2016年：KBS 2《歡迎SHOW》嘉賓（出演集數：18－19集）
- 2016年：Mnet《看見你的聲音第三季》嘉賓（出演集數：2集）
- 2017年：MBC《神秘音樂秀：蒙面歌王》
- 2018年：SBS《俘獲芳心頻道》
- 2019年：SBS《家師父一體》(出演集數：52－53集)
- 2019年：KBS《歡樂在一起 Happy Together》（出演集數：34集）

## 獎項
- 1989年：第25屆百想藝術大賞－電影部門 男新人獎（和她的最後一支舞）
- 1990年：第11屆青龍電影獎－男配角獎（南部軍）
- 1992年：第28屆百想藝術大賞－TV部門 人氣獎（愛情是什麼）
- 1993年：第31屆大鐘獎－男子人氣獎
- 1993年：第29屆百想藝術大賞－TV部門 男子最優秀演技獎（一起走到天邊）
- 1995年：第16屆青龍電影獎－人氣明星獎
- 1995年：第31屆百想藝術大賞－TV部門 男子最優秀演技獎（沙漏）
- 1995年：SBS演技大賞－大賞（沙漏）
- 1996年：第19屆黃金攝影賞頒獎禮－最優秀男演員獎
- 1995年：第16屆青龍電影獎－男主角獎（怒火風雲）
- 1996年：第34屆大鐘獎－男主角獎（怒火風雲）
- 2000年：第37屆大鐘獎－男主角獎（幽靈）
- 2000年：SBS演技大賞－大明星獎
- 2001年：第37屆百想藝術大賞－電影男子最優秀演技獎（烈火焚城）
- 2004年：MBC演技大賞－最優秀獎（漢江戀歌）
- 2007年：MBC演技大賞－史劇部門 黃金演技獎（太王四神記）
- 2014年：MBC演技大賞－男子黃金演技獎（傲慢與偏見）